# Carlsdorf
Carlsdorf ist ein Dorf westlich des Reinhardswalds im nordhessischen Landkreis Kassel. Seit der hessischen Gebietsreform Anfang der 1970er-Jahre ist Carlsdorf ein Stadtteil von Hofgeismar.

## Geographische Lage
Carlsdorf liegt rund dreieinhalb Kilometer ostsüdöstlich von Hofgeismar in den Westausläufern des Reinhardswalds an den kleinen Waldgebieten Strauchberg im Nordosten und Lichte Heide im Südosten. Zwischen diesen Wäldern zwängt sich die Lempe hindurch, die in Ost-West-Richtung verlaufend Carlsdorf durchfließt und ein südöstlicher Zufluss der Esse im Einzugsgebiet der Diemel ist.

## Geschichte

### Ortsgeschichte
Das kreuzförmig angelegte Carlsdorf entstand im Bereich einer Wüstung. Das ursprüngliche Dorf wird mit den Namen Gotresdeshusun oder Gothardessen/Gauze schon im Jahr 965 erwähnt.
Das heutige Dorf geht zurück auf die erste Ackerkolonie in Hessen für Glaubensflüchtlinge aus Frankreich im Jahre 1686. Landgraf Carl von Hessen-Kassel siedelte im 17. Jahrhundert auch in der Umgebung der Stadt Hofgeismar zahlreiche Hugenottenfamilien an, die nach dem Edikt von Fontainebleau und der Aufhebung der Religionsfreiheit in Frankreich im Jahre 1685 ihre Heimat verloren hatten. Carlsdorf wurde nach Landgraf Carl, das benachbarte Mariendorf nach dessen Gattin Maria Amalia benannt.
Insgesamt 500 hessische Acker (119,35 ha) standen letztlich für die Neuansiedler in Carlsdorf zur Verfügung, die auf ihren kleinen „Portionen“ wirtschaftlich aber nur schwer Tritt fassten. Von dem „landgräflichen Flüchtlingskommissar“ Pierre Feuquière d’Aubigny ist auch die vorgesehene Hauskonstruktion der ersten Siedlungshäuser im Jahre 1686 bekannt. Während das untere Stockwerk aus Steinen bestand, wurde für das obere Stockwerk eine Fachwerkkonstruktion gewählt.

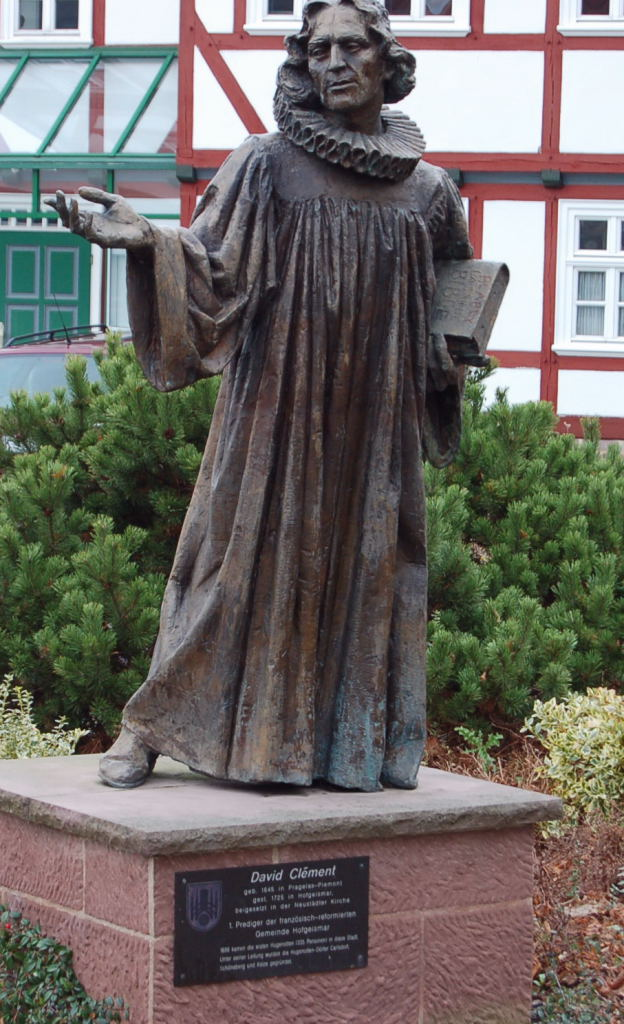
David Clément

Erster und langjähriger Pfarrer bis zu seinem Tod am 29. Januar 1725 in Hofgeismar war David Clément, der auch die Kolonien in Mariendorf und später in Schöneberg betreute und der die Flüchtlinge nach Hessen geführt hatte. Nach der Gründung einer französisch-reformierten Gemeinde im nahen Hofgeismar am 22. Februar 1686 wurden in der Hofgeismarer Neustädter Kirche sowohl die Gottesdienste der deutsch-reformierten Gemeinde als auch der französisch-reformierten Christen abgehalten. An Cléments Wirken erinnern eine Gedenktafel an der Neustädter Kirche sowie eine unweit der Kirche errichtete Statue. Seine Eintragungen im Kirchenbuch der Gemeinde in den Jahren 1686 bis 1725 geben Auskunft über die Amtshandlungen in der französisch-reformierten Gemeinde in Hofgeismar, später aber auch in Carlsdorf, Kelze und Schöneberg. Nach der zweiten Einwanderungswelle französischer Glaubensflüchtlinge nach Hessen-Kassel im Jahre 1699 wurde 1704 eine zweite Pfarrstelle für die neu entstandenen Ortschaften in Carlsdorf und Schöneberg errichtet.
Hessische Gebietsreform (1970–1977)
Zum 31. Dezember 1970 wurde die bis dahin selbständige Gemeinde Carlsdorf im Zuge der Gebietsreform in Hessen auf freiwilliger Basis in die Stadt Hofgeismar eingemeindet. Für Carlsdorf, wie für alle durch die Gebietsreform nach Hofgeismar eingegliederten Gemeinden, wurden je ein Ortsbezirk eingerichtet.

### Verwaltungsgeschichte im Überblick
Die folgende Liste zeigt die Staaten und Verwaltungseinheiten, denen Carlsdorf angehört(e):
- ab 1686: Heiliges Römisches Reich, Landgrafschaft Hessen-Kassel, Amt Hofgeismar
- ab 1806: Landgrafschaft Hessen-Kassel, Amt Hofgeismar
- 1807–1813: Königreich Westphalen, Departement  der Fulda, Distrikt Kassel, Kanton Hofgeismar
- ab 1815: Kurfürstentum Hessen, Amt Hofgeismar[7]
- ab 1821: Kurfürstentum Hessen, Provinz Niederhessen, Kreis Hofgeismar[8][Anm. 2]
- ab 1848: Kurfürstentum Hessen, Bezirk Kassel
- ab 1851: Kurfürstentum Hessen, Provinz Niederhessen, Kreis Hofgeismar
- ab 1867: Königreich Preußen, Provinz Hessen-Nassau, Regierungsbezirk Kassel, Kreis Hofgeismar
- ab 1871: Deutsches Reich,  Königreich Preußen, Provinz Hessen-Nassau, Regierungsbezirk Kassel, Kreis Hofgeismar
- ab 1918: Deutsches Reich, Freistaat Preußen, Provinz Hessen-Nassau, Regierungsbezirk Kassel, Kreis Hofgeismar
- ab 1944: Deutsches Reich, Freistaat Preußen, Provinz Kurhessen, Landkreis Hofgeismar
- ab 1945: Amerikanische Besatzungszone, Groß-Hessen, Regierungsbezirk Kassel, Landkreis Hofgeismar
- ab 1946: Amerikanische Besatzungszone, Hessen, Regierungsbezirk Kassel, Landkreis Hofgeismar
- ab 1949: Bundesrepublik Deutschland, Hessen, Regierungsbezirk Kassel, Landkreis Hofgeismar
- ab 1971: Bundesrepublik Deutschland, Hessen, Regierungsbezirk Kassel, Landkreis Hofgeismar, Stadt Hofgeismar[Anm. 3]
- ab 1972: Bundesrepublik Deutschland, Land Hessen, Regierungsbezirk Kassel, Landkreis Kassel, Stadt Hofgeismar

## Bevölkerung

### Einwohnerstruktur 2011
Nach den Erhebungen des Zensus 2011 lebten am Stichtag dem 9. Mai 2011 in Carlsdorf 447 Einwohner. Darunter waren 9 (2,0 %) Ausländer.
Nach dem Lebensalter waren 78 Einwohner unter 18 Jahren, 168 zwischen 18 und 49, 90 zwischen 50 und 64 und 108 Einwohner waren älter. Die Einwohner lebten in 186 Haushalten. Davon waren 42 Singlehaushalte, 60 Paare ohne Kinder und 63 Paare mit Kindern, sowie 18 Alleinerziehende und 6 Wohngemeinschaften. In 51 Haushalten lebten ausschließlich Senioren und in 111 Haushaltungen lebten keine Senioren.

### Einwohnerentwicklung
- 1747: 35 Haushaltungen[2]

| Carlsdorf: Einwohnerzahlen von 1834 bis 2020 | Carlsdorf: Einwohnerzahlen von 1834 bis 2020 | Carlsdorf: Einwohnerzahlen von 1834 bis 2020 | Carlsdorf: Einwohnerzahlen von 1834 bis 2020 | Carlsdorf: Einwohnerzahlen von 1834 bis 2020 |
| --- | -------------------------------------------- | -------------------------------------------- | -------------------------------------------- | -------------------------------------------- |
| Jahr |                                              |                                              |                                              | Einwohner                                    |
| 1834 | 1834                                         |                                              | 223                                          | 223                                          |
| 1840 | 1840                                         |                                              | 234                                          | 234                                          |
| 1846 | 1846                                         |                                              | 233                                          | 233                                          |
| 1852 | 1852                                         |                                              | 226                                          | 226                                          |
| 1858 | 1858                                         |                                              | 233                                          | 233                                          |
| 1864 | 1864                                         |                                              | 230                                          | 230                                          |
| 1871 | 1871                                         |                                              | 212                                          | 212                                          |
| 1875 | 1875                                         |                                              | 216                                          | 216                                          |
| 1885 | 1885                                         |                                              | 212                                          | 212                                          |
| 1895 | 1895                                         |                                              | 212                                          | 212                                          |
| 1905 | 1905                                         |                                              | 229                                          | 229                                          |
| 1910 | 1910                                         |                                              | 258                                          | 258                                          |
| 1925 | 1925                                         |                                              | 257                                          | 257                                          |
| 1939 | 1939                                         |                                              | 261                                          | 261                                          |
| 1946 | 1946                                         |                                              | 491                                          | 491                                          |
| 1950 | 1950                                         |                                              | 451                                          | 451                                          |
| 1956 | 1956                                         |                                              | 398                                          | 398                                          |
| 1961 | 1961                                         |                                              | 349                                          | 349                                          |
| 1967 | 1967                                         |                                              | 362                                          | 362                                          |
| 1970 | 1970                                         |                                              | 375                                          | 375                                          |
| 1980 | 1980                                         |                                              | ?                                            | ?                                            |
| 1990 | 1990                                         |                                              | 481                                          | 481                                          |
| 2000 | 2000                                         |                                              | 516                                          | 516                                          |
| 2005 | 2005                                         |                                              | 514                                          | 514                                          |
| 2010 | 2010                                         |                                              | 495                                          | 495                                          |
| 2011 | 2011                                         |                                              | 447                                          | 447                                          |
| 2015 | 2015                                         |                                              | 478                                          | 478                                          |
| 2020 | 2020                                         |                                              | 454                                          | 454                                          |
| Datenquelle: Historisches Gemeindeverzeichnis für Hessen: Die Bevölkerung der Gemeinden 1834 bis 1967. Wiesbaden: Hessisches Statistisches Landesamt, 1968. Weitere Quellen: bis 1970:; nach 1970: Stadt Hofgeismar; Zensus 2011 |                                              |                                              |                                              |                                              |

### Historische Religionszugehörigkeit
Quelle: Historisches Ortslexikon
| • 1885: | 212 evangelische (= 100 %) Einwohner                               |
| • 1961: | 285 evangelische (= 81,66 %), 58 katholische (= 16,52 %) Einwohner |

## Politik
Für den Stadtteil Carlsdorf besteht ein Ortsbezirk mit Ortsbeirat und Ortsvorsteher nach der Hessischen Gemeindeordnung. Er umfasst das Gebiet der ehemaligen Gemeinde Carlsdorf.
Der Ortsbeirat besteht aus fünf Mitgliedern. Bei den Kommunalwahlen in Hessen 2021 betrug die Wahlbeteiligung zum Ortsbeirat 65,04 %. Alle Kandidaten gehörten der „Wählergemeinschaft Carlsdorf“ an. Der Ortsbeirat wählte Reiner Hofmeyer zum Ortsvorsteher.

## Kultur und Sehenswürdigkeiten
Kirche

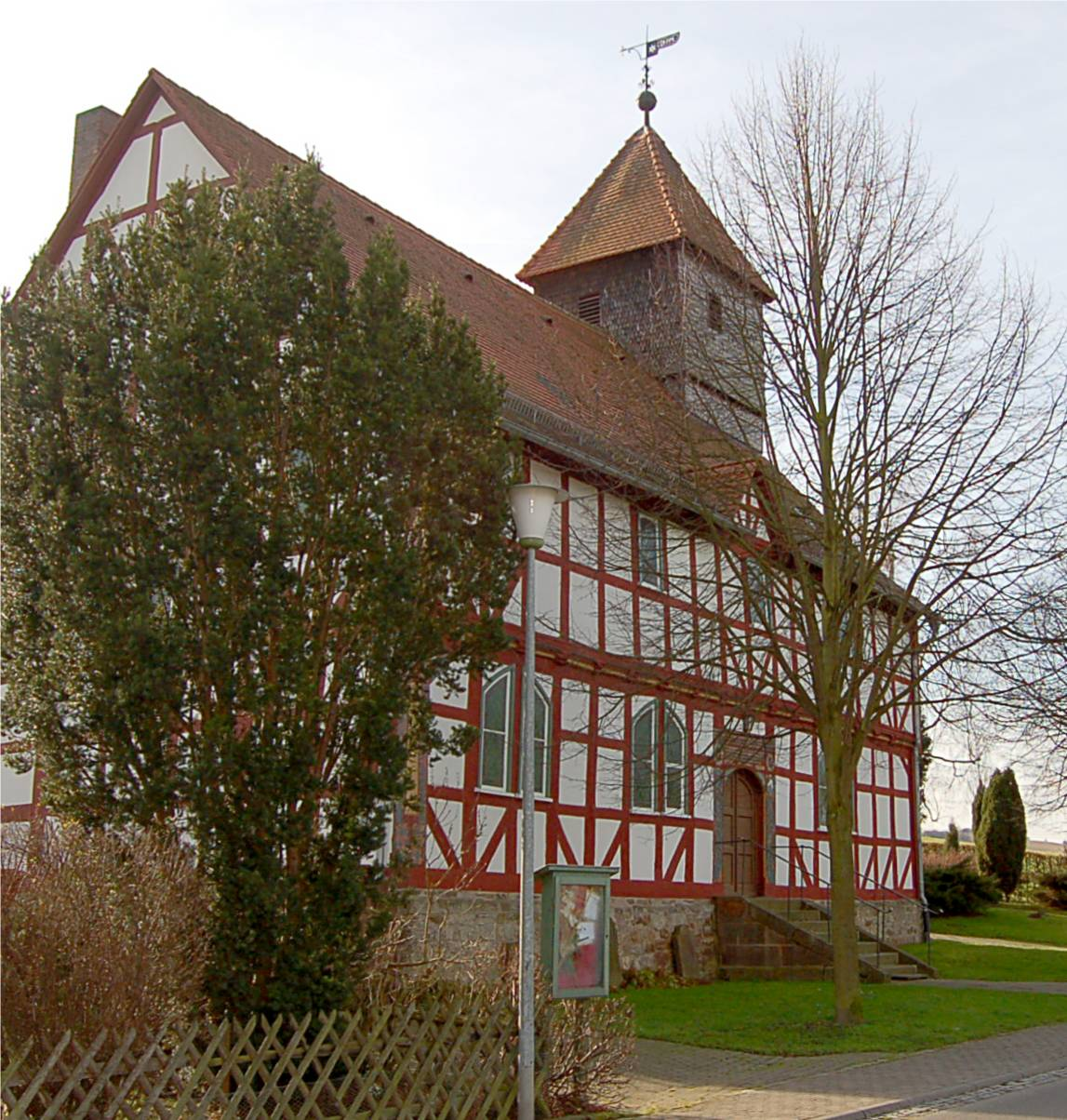
Die Kirche in Carlsdorf

Sehenswert ist die Carlsdorfer Fachwerkkirche, die – wie der Ort selbst – von Paul du Ry geplant und 1704 gebaut wurde. Als hugenottischer Glaubensflüchtling wurde er 1685 von Landgraf Carl nach Kassel, der Residenzstadt der Landgrafschaft Hessen-Kassel als Hofbaumeister berufen. Den Nordausgang des Dorfs bildet die 1711 erbaute steinerne Brücke über die Lempe.
Sport
Der Sportverein TSV Carlsdorf wurde 1951 gegründet.

## Persönlichkeiten

### Ehrenbürger
- 1895 Otto von Bismarck (1815–1898), Reichskanzler

### Söhne und Töchter des Ortes
- Manfred Hofmeyer (* 1950), Bundeswehrbrigadegeneral
- Brigitte Hofmeyer (* 1961), Politikerin (SPD)
- Klaus Lips (* 1962), Physiker